# 多爾納赫

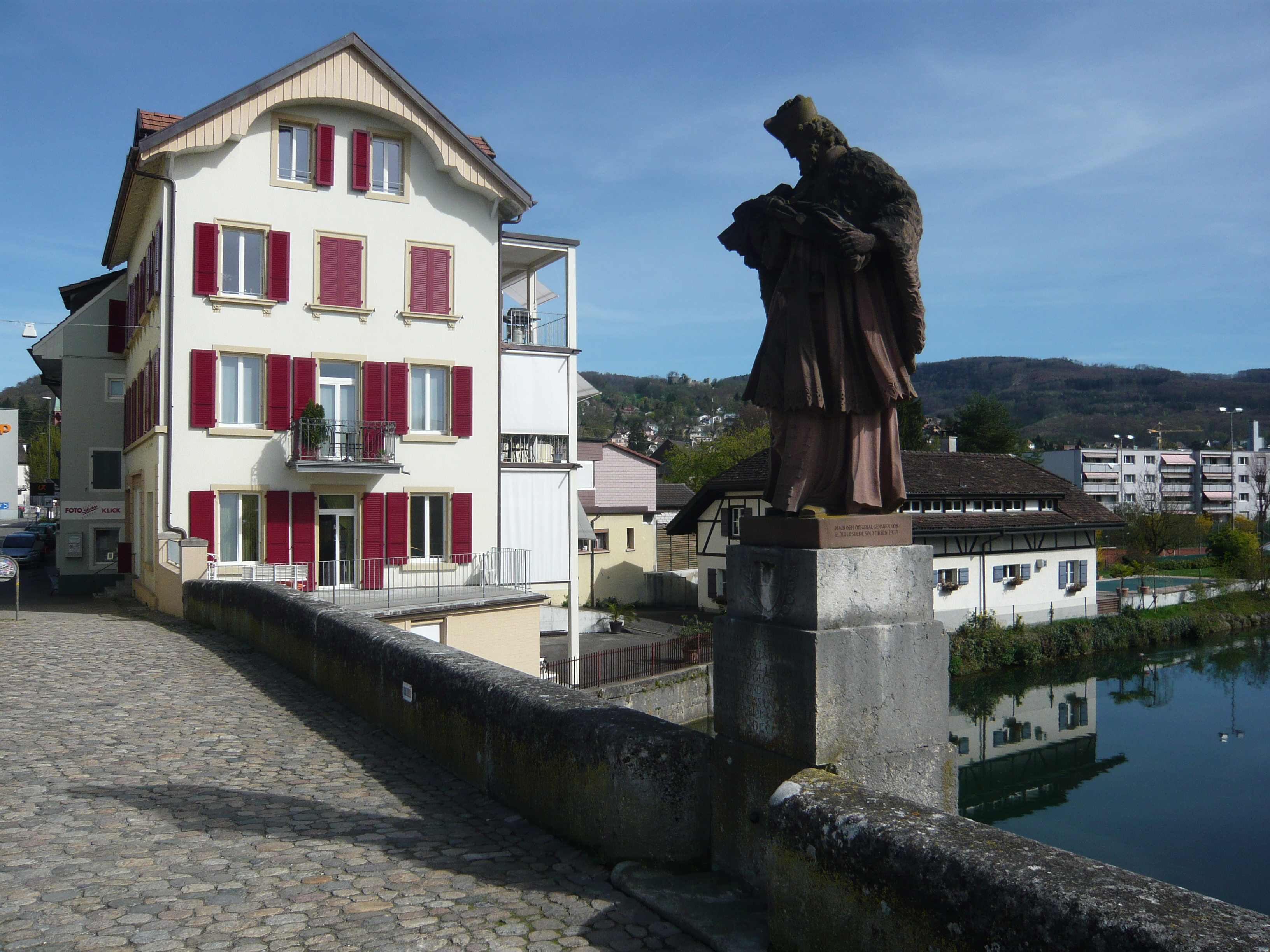

多爾納赫是瑞士的城鎮，位於該國北部，由索洛圖恩州負責管轄，面積5.77平方公里，海拔高度338米，2012年人口6,375，三成半人口信奉羅馬天主教，人口密度每平方公里1105人。